# Quercus congesta
Quercus congesta — вид рослин з родини Букові (Fagaceae); поширений в Італії.

## Опис
Росте як дерево до 20 м заввишки. Листопадна рослина. Кора від коричневої до чорнуватої, дрібно борозниста. Листки 5–8.5 × 3–5 см; від еліптичних до довгастих; основа ± серцеподібна; 5–8 пар правильних, округлих часточок; тьмяні зверху й сіро-зелені, запушені знизу; ніжки листків 0.4–1.4 см. Чоловіча квітка містить 8–9 тичинок; жіноча сережка завдовжки 1–5 см, несе 3–8 квіток. Жолудь 2–3 × 1–1.5 см; ніжка 1–4 см; від 1 до 5 разом, укладений на 1/4 в чашечку; чашечка діаметром 1–1.5 см.

## Середовище проживання
Поширений в Італії, у тому числі Сардинії й Сицилії.
Росте в змішаних ацидофільних лісах.

## Використання
Немає інформації про використання та торгівлю цим видом. Його можна використовувати як дрова.

## Загрози й охорона
На Сардинії загрозою може бути пожежі, а саджанці можуть зазнати випасу. У Калабрії загроза — вогневі зміни у використанні земель та вирубування лісів, пов'язані із землеробством та заселенням людей.